# Grand port maritime de Bordeaux
Cet article concerne l'établissement public, pour un article plus général, voir Port de Bordeaux
Le grand port maritime de Bordeaux est l'établissement public qui gère le port de Bordeaux. Issu de la transformation du port autonome, il exerce conjointement des missions de service public administratif et des missions de service public à caractère industriel et commercial et qui est géré comme un établissement public à caractère industriel et commercial (EPIC) dont la tutelle de l'État est exercée par la Direction générale des infrastructures, des transports et de la mer du ministère de l'écologie, du développement durable et de l'énergie. Ses installations s'étirent le long de la Gironde sur 100 kilomètres et couvrent environ 1 500 hectares.

## Histoire
Le port autonome de Bordeaux a été institué par un décret du 13 novembre 1924. À la suite de la réforme de 1965 il a été régi par le décret no 65-939 du 8 novembre 1965.
Une nouvelle réforme portuaire entraîne sa transformation en grand port maritime le 9 octobre 2008. Cette réforme a été menée par la CGT et la confédération des ports et docks.  

## Bordeaux port atlantique

Logo de Bordeaux port atlantique

Bordeaux port atlantique est la dénomination commerciale du Grand port maritime de Bordeaux. Adoptée en 2011, elle a pour but de mettre en avant le nom de Bordeaux, connu dans le monde entier, et d'indiquer la dimension océanique du port d'estuaire. Au même moment, les services administratifs quittent les locaux de la Chambre de commerce pour s'installer dans le quartier de Bacalan.

## Administration
Le grand port maritime de Bordeaux est administré par un directoire de trois membres. Un conseil de surveillance est chargé de contrôler le directoire. Il comprend des représentants de l'État, des collectivités territoriales telles que la région Nouvelle-Aquitaine, le département de la Gironde, Bordeaux Métropole et la ville de Bordeaux.

## Activité portuaire
L'activité portuaire se répartit sur six sites principaux :
- À l'embouchure de l'estuaire, le site du Verdon, face à Royan ;
- Pauillac ;
- Blaye ;
- Bec d'Ambès ;
- Grattequina ;
- Bassens ;
- et enfin Bordeaux même, avec le port de la Lune classé depuis 2007 au patrimoine mondial de l'UNESCO[4].

En 2010, 50 % du trafic du port de Bordeaux est constitué par les liquides énergétiques. Les solides en vrac constituent une part de 30 %, les marchandises diverses et les vracs liquides non pétroliers représentent les 20 % restants.
Le port aura traité au total, en 2011, 8,38 millions de tonnes de marchandises, il constituait le 7e port de commerce métropolitain.

## La bourse maritime

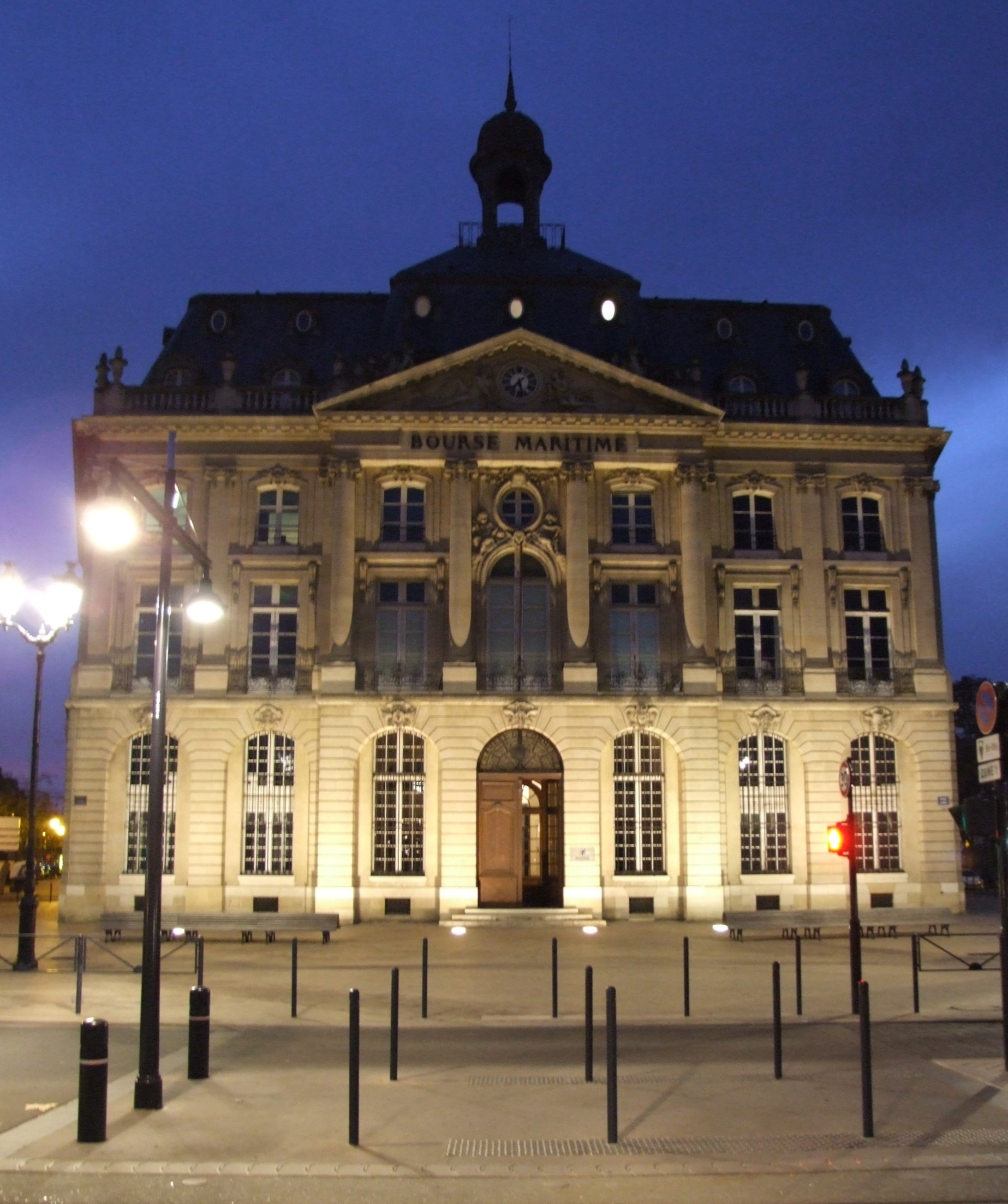
La bourse maritime.

La bourse maritime de Bordeaux, située 1 place Lainé, a été construite de 1921 à 1925 à la demande de la chambre de commerce pour y loger des bureaux et la Fédération maritime (ancêtre de l'Union maritime et portuaire).
L'édifice, construit par les architectes Ernest Lacombe, Augereau et Louis Garros, est une réplique du pavillon central de la place de la Bourse, dessiné par Jacques Gabriel. Pour décorer ce pastiche, le sculpteur Gaston Leroux reproduit un des frontons de Francin et des mascarons de la place de la Bourse. Deux mascarons originaux reproduisent les visages des deux premiers présidents du port autonome de Bordeaux, Georges Barres et Étienne Huyard. L'aménagement intérieur des bureaux en lambris d'acajou et de citronnier, inspiré des traditionnels salons de paquebot est de Raoul Jourde.

## Présidents et directeurs du port autonome de Bordeaux

### Présidents
- Alfred de Vial, également administrateur général de la Compagnie générale transatlantique, dont un des quais de la ville porte le nom. Il est aussi directeur de la Chambre de commerce de Bordeaux et auteur des grands travaux de rénovation du port de 1928 à 1931.
- Christophe Masson est nommé président du directoire du port de Bordeaux, par décret du 24 août 2011[8].
- Jean-Frédéric Laurent est l'actuel président du directoire depuis mars 2019[9].

### Directeurs
- Renaud Picard, directeur administratif et financier, et directeur général adjoint.
- Philippe Renier, directeur des Accès et de l'Aménagement.

## Filmographie
- Bordeaux, port d'estuaire, documentaire de 52' réalisé par Thierry Marchadier et produit par 1+1 Production en 2006. En remontant l'estuaire de la Gironde, ce film nous fait découvrir les différents sites du port de Bordeaux et les hommes qui y travaillent.